# Phil Younghusband
Philip James Younghusband (* 4. August 1987 in Ashford) ist ein ehemaliger englisch-philippinischer Fußballspieler, der in seiner Jugend in der Akademie des FC Chelsea spielte und auch Spiele für die erste Mannschaft absolvierte. Er ist auch für die Philippine Azkals, der Fußballnationalmannschaft der Philippinen, aktiv, deren Rekordspieler und Rekordtorschütze er ist.

## Leben
Younghusband wurde in Ashford, Middlesex, England als Sohn eines Briten und einer Filipina geboren. Er ist der jüngere Bruder des philippinischen Fußballspielers James Younghusband.
Er war der Toptorschütze der Jugendmannschaft in der Saison 2003/04 und lief im November 2004 zum ersten Mal für die Ersatzmannschaft auf. In der Saison 2005/06 war Younghusband 21-mal für die Chelsea-Reserve im Kader, spielte 18-mal und schoss fünf Tore. Er trat auch einmal als Auswechselspieler für das Chelsea-Jugendteam auf. Im August 2007 wurde er an den dänischen Esbjerg fB verliehen, von wo er jedoch schon im Januar 2008 zurückkehrte.
Anfang 2005 wurde die Philippine Football Federation durch einen nicht näher bekannten Playstation-2-Spieler auf die Younghusbands aufmerksam gemacht, weil der herausfand, dass sie philippinischer Abstammung sind. Er und sein älterer Bruder James wurden schließlich in die Mannschaft der Südostasienspiele berufen.
Im Sommer 2008 endete Younghusbands Vertrag mit Chelsea.
Nach einem Jahr beim philippinischen Verein San Beda Red Lions stand er von Anfang 2012 bis 2017 gemeinsam mit seinem Bruder beim damaligen Meralco Manila unter Vertrag, bis sie gemeinsam zum Ligarivalen Davao Aguilas wechselten. Seit dessen Auflösung im Jahr 2018 ist Younghusband vertragslos.

## Erfolge
Philippinen
AFC Challenge Cup: 2014 (2. Platz)